# 김척수
김척수(金拓洙, 1962년 5월 5일 ~ )는 대한민국의 정치인으로, 국민의힘 소속 정당인이다.

## 학력
- 삼동초등학교 졸업
- 남수중학교 졸업
- 경남해양과학고등학교 졸업
- 경상대학교 해양경찰시스템학과 학사
- 경상대학교 대학원 해양생산공학 석사
- 동아대학교 대학원 행정학 박사

## 정치 경력
2010년 제5회 전국동시지방선거 당시 부산광역시의회 의원 선거에 사하 1선거구에서 한나라당 후보로 출마하며 정치를 시작했다. 이 당시 단독 출마였기에 무투표로 당선되었다. 2012년 대한민국 제19대 국회의원 선거 당시 부산광역시 사하구 갑 선거구에서 당선된 새누리당 문대성 의원이 논문 표절 논란에 휘말려 당을 탈당하자 잠시 사하구 갑 당협위원장을 맡았다. 
이후 2016년 대한민국 제20대 국회의원 선거 때 현역 의원 문대성이 인천광역시 남동구 갑으로 지역구를 옮기면서 무주공산이 되자 예비후보로 등록했고 전 부산광역시장 허남식과 경선을 펼쳤다. 그리고 경선에서 허남식을 꺾는 이변을 연출하며 본선에 올랐다. 그러나 본선에선 선거 당일 출구조사 결과 47.2% : 47.7%로 상대 후보인 더불어민주당 최인호에게 불과 0.5% 차 경합 열세로 예측되었다. 개표 결과 출구조사보다 표 차가 더 벌어지면서 45.41% : 49.36%로 4% 정도의 격차를 보이며 낙선하고 말았다. 2017년 말 당무감사로 당협위원장직에서 탈락했다.
2020년 대한민국 제21대 국회의원 선거에 다시 부산광역시 사하구 갑 선거구에 미래통합당 후보로 재도전해 현역 의원 더불어민주당 최인호와 재대결했다. 선거 당일 출구조사에선 또 49.1% : 50.1%로 불과 1% 차 경합 열세를 보였다. 개표 초반엔 최인호 후보의 우세 지역인 하단동부터 개표가 시작되어 최 후보에게 큰 차이로 밀렸으나 개표 중반에 역전에 성공하여 개표율 93% 시점까지 앞서나가며 당선을 눈 앞에 두고 있었다. 그러나 마지막에 개봉된 관외사전투표함에서 최인호 후보의 몰표가 나오며 다시 뒤집혔고 결국 49.13% : 50%로 불과 0.87%, 697표 차로 또 다시 낙선의 고배를 마시고 말았다.

## 논란

### 선거 불복 논란
대한민국 제21대 국회의원 선거 당시 김척수 후보는 현역 의원인 더불어민주당 최인호 후보를 상대로 득표율 0.87%, 득표 수 697표 차로 석패했다. 그런데 선거 직후에 가로세로연구소의 강용석, 김세의를 비롯한 극우 유튜버들과 이에 편승한 인천광역시 연수구 을에 출마했다 낙선한 미래통합당 민경욱 전 의원 등이 총선 사전투표 개표 조작 의혹을 주장하고 나섰다. 그러자 김척수 또한 남구 을에 출마했다 낙선한 이언주 등과 함께 5월 4일에 부산지법 서부지원에 증거보전을 신청했다. 법원은 김척수의 요청을 받아들여 8일에 사하구 선관위를 방문, 투표함 등을 봉인했다. 이 때문에 선거 불복 논란에 휩싸이게 되었다.

## 역대 선거 결과
|  | 0% |

|  | 45.41% |

|  | 49.13% |